# 오쓰루역
오쓰루역(일본어: 大鶴駅)은 일본 오이타현 히타시에 있는 규슈 여객철도 히타히코산 선의 철도역이다.

## 역 구조
단선 승강장 1면 1선을 가진 지상역이며, 무인역이다.

## 이용 현황
| 승차 인원 추이 | 승차 인원 추이 |
| 연도           | 1일 평균       |
| -------------- | -------------- |
| 2000           | 91             |
| 2001           | 98             |
| 2002           | 92             |
| 2003           | 90             |
| 2004           | 81             |
| 2005           | 81             |
| 2006           | 73             |
| 2007           | 68             |
| 2008           | 63             |
| 2009           | 49             |
| 2010           | 46             |
| 2011           | 42             |

## 역 주변
- 히타 시 오쓰루 진흥센터

## 역사
- 1937년 8월 22일 : 개업.
- 1987년 4월 1일 : 일본국유철도 분할 민영화에 의해 규슈 여객철도가 승계.
- 2010년 2월 : 구 역사 철거.
- 2011년 4월 18일 : 신 역사 준공.

## 인접 역
| 히타히코산 선      | 히타히코산 선 | 히타히코산 선        |
| ------------------ | ------------- | -------------------- |
| 호슈야마 조노 방면 | ■ 보통        | 이마야마 요아케 방면 |